# Сирены (фильм, 1994)
«Сирены» (англ. Sirens) — кинофильм.

## Сюжет
Тони, англиканского священника, недавно прибывшего в Австралию из Соединённого Королевства, просят посетить известного художника Нормана Линдсея из-за беспокойства церкви по поводу богохульной картины с изображением распятия, которую художник планирует выставить.
Эстелла, жена священника, сопровождает его во время посещения буколического комплекса художника в Голубых горах, Новый Южный Уэльс. Там они встречают жену Линдси Роуз, двух моделей, Пру и Шилу, и горничную Гидди, все они позируют Линдси. Девлин, полуслепой "поденщик", тоже позирует Линдси.
Поначалу Тони и Эстелла оба встревожены откровенными разговорами о человеческой сексуальности, в которых участвуют все члены богемной группы. Они ещё больше поражены количеством наготы, с которой они сталкиваются, как в студии, так и за её пределами. По мере развития сюжета и Тони, и Эстелла обнаруживают, что наблюдают за молодыми женщинами, купающимися обнаженными в соседнем бассейне, и вместо того, чтобы мгновенно отвернуться, каждый останавливается, чтобы посмотреть.
Однажды утром Эстелла присоединилась к моделям, чтобы поплавать, и была шокирована, когда они купались голыми (она и горничная пришли в купальных костюмах). Эстелла ещё больше шокирована, когда Девлин появляется на сцене и обнаженные женщины флиртуют с ним, зная, что он их не видит. Позже Эстелла наблюдает, как две модели ласкают горничную, и присоединяется к ним, поглаживая её. Она не понимает, что её муж, идущий рядом, замечает это и обеспокоен сексуальным содержанием сцены. В другой раз Эстелла наблюдает, как Девлин загорает голышом, и убегает, когда понимает, что он знает, что она там.
На Эстеллу все больше влияет чувственность её окружения и богемное отношение к сексуальности. Её отношения с мужем включают в себя близость и приверженность, но ей не хватает страсти.
Окружение и жизнь моделей ― это призывы сирен, которые заставляют Эстеллу фантазировать с возрастающей интенсивностью и (при поддержке моделей) действовать в соответствии с некоторыми из её импульсов. Она страдает по утрам после угрызений совести из-за ночного визита к Девлину. Под влиянием слов поддержки со стороны мужа, который был свидетелем её более ранней близости с моделями, Эстелла делится страстным моментом со своим мужем.
В то время как Тони возмущен, обнаружив обнаженное изображение своей жены, включенное в одну из картин Линдси с группой обнаженных женщин, Эстелла просто замечает, что это хорошее сходство, тем самым снимая моральное возмущение мужа и угрозы подать в суд. На следующий день Тони и Эстелла покидают буколический комплекс. Они возвращаются домой на поезде в общем номере, и, демонстрируя изменившееся отношение, Эстелла ласкает Тони ногой, обтянутой чулком. Она засыпает в поезде, и ей снится, что она голая на скале с другими женщинами.

## В ролях
- Хью Грант — Энтони
- Сэм Нилл — Норман Линдсей
- Порша Де Росси — Джидди
- Тара Фицджеральд — Эстелла
- Эль Макферсон — Шила
- Кейт Фишер — Прю
- Джон Полсон — Том